# Graptopetalum filiferum
Graptopetalum filiferum är en fetbladsväxtart som först beskrevs av S. Wats., och fick sitt nu gällande namn av F.H. Whitehead. Graptopetalum filiferum ingår i släktet Graptopetalum och familjen fetbladsväxter. Inga underarter finns listade i Catalogue of Life.